# The Man Who Would Not Die
The Man Who Would Not Die es el cuarto álbum de estudio del cantante británico Blaze Bayley, publicado en 2008. Es el primer álbum de estudio de Bayley desde que cambió su nombre de BLAZE a Blaze Bayley Band y el primero con una nueva alineación. La canción "Robot" fue seleccionada como primer sencillo, y más tarde se realizó un vídeoclip para la misma.

## Lista de canciones
1. "The Man Who Would Not Die" – 4:35
2. "Blackmailer" – 4:43
3. "Smile Back at Death" – 7:38
4. "While You Were Gone" – 5:27
5. "Samurai" – 5:39
6. "Crack in the System" – 5:53
7. "Robot" – 3:10
8. "At the End of the Day" – 3:39
9. "Waiting for My Life to Begin" – 5:10
10. "Voices from the Past" – 5:55
11. "The Truth Is One" – 4:22
12. "Serpent Hearted Man" – 6:15

## Créditos
- Blaze Bayley – voz
- Nico Bermudez – guitarra
- Jay Walsh – guitarra
- David Bermudez – bajo
- Lawrence Paterson – batería